# Gaspard Médecin
Gaspard Médecin, né le 22 septembre 1823 à Monaco et mort le 21 avril 1892 à Menton (Alpes-Maritimes), est un homme politique français.

## Biographie
Gaspard Médecin est né à Monaco (Principauté de Monaco) le 22 septembre 1823 et mort à Nice le 22 avril 1892. Il est inhumé à Menton.
Fils d'Adrien Médecin, propriétaire, il est un important industriel et négociant en parfumerie.
Élu conseiller municipal de Menton en 1865, il est ensuite nommé maire en avril 1870 et devient conseiller général en juin 1870. Il est élu député en octobre 1874, mais ne se représente pas en 1876. Il était républicain modéré.
Il n'est pas apparenté à Jean et Jacques Médecin.

## Mandats
- Maire de Menton (avril 1870-1876, 1877-1881)
- Conseiller général de Menton (juin 1870-août 1883)
- Député (octobre 1874-1876)